# Andrea Sabatini

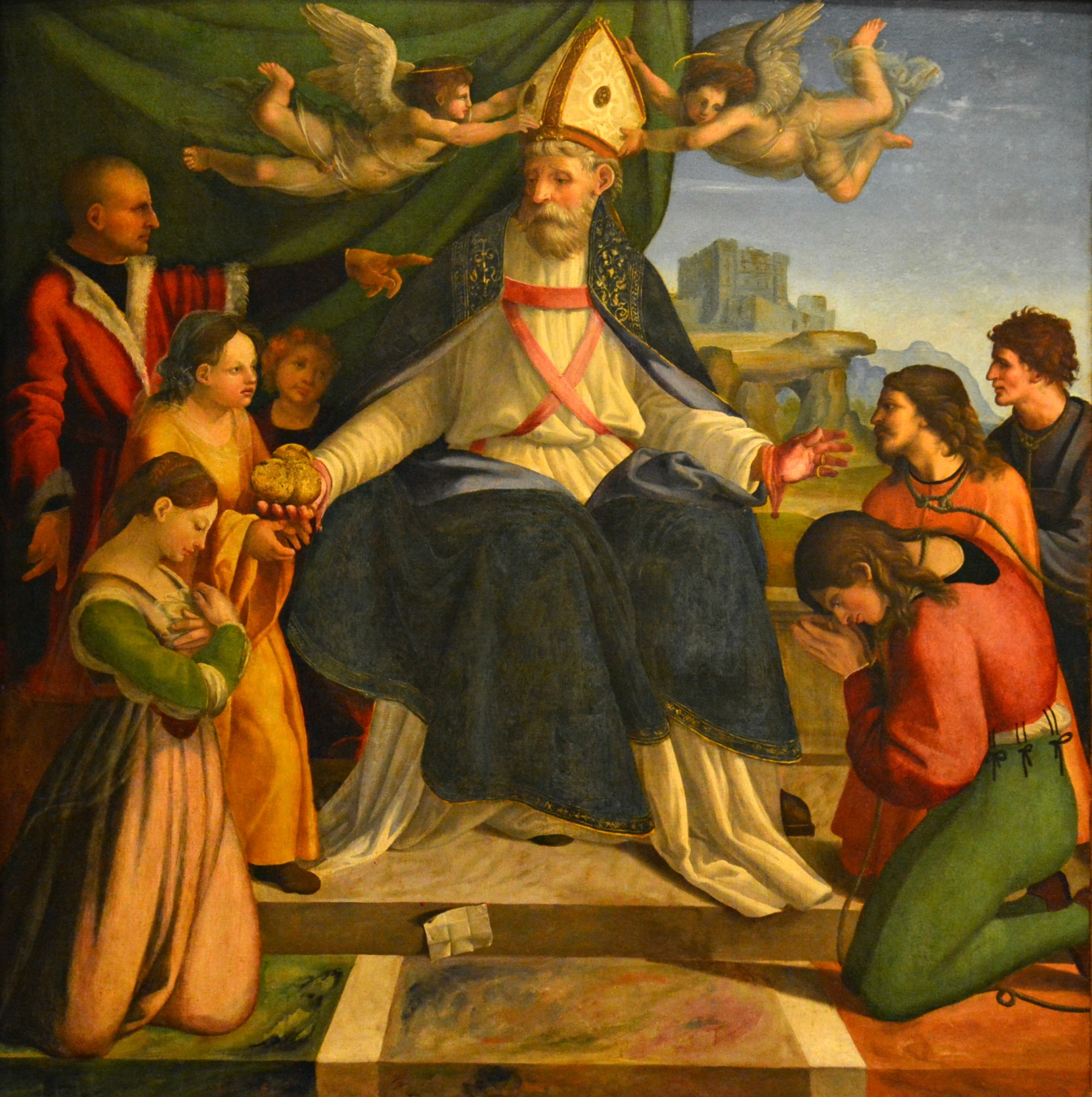
San Nicolás de Bari en cátedra, h. 1514. Óleo sobre tabla, 146 x 146 cm. Nápoles, Museo di Capodimonte.

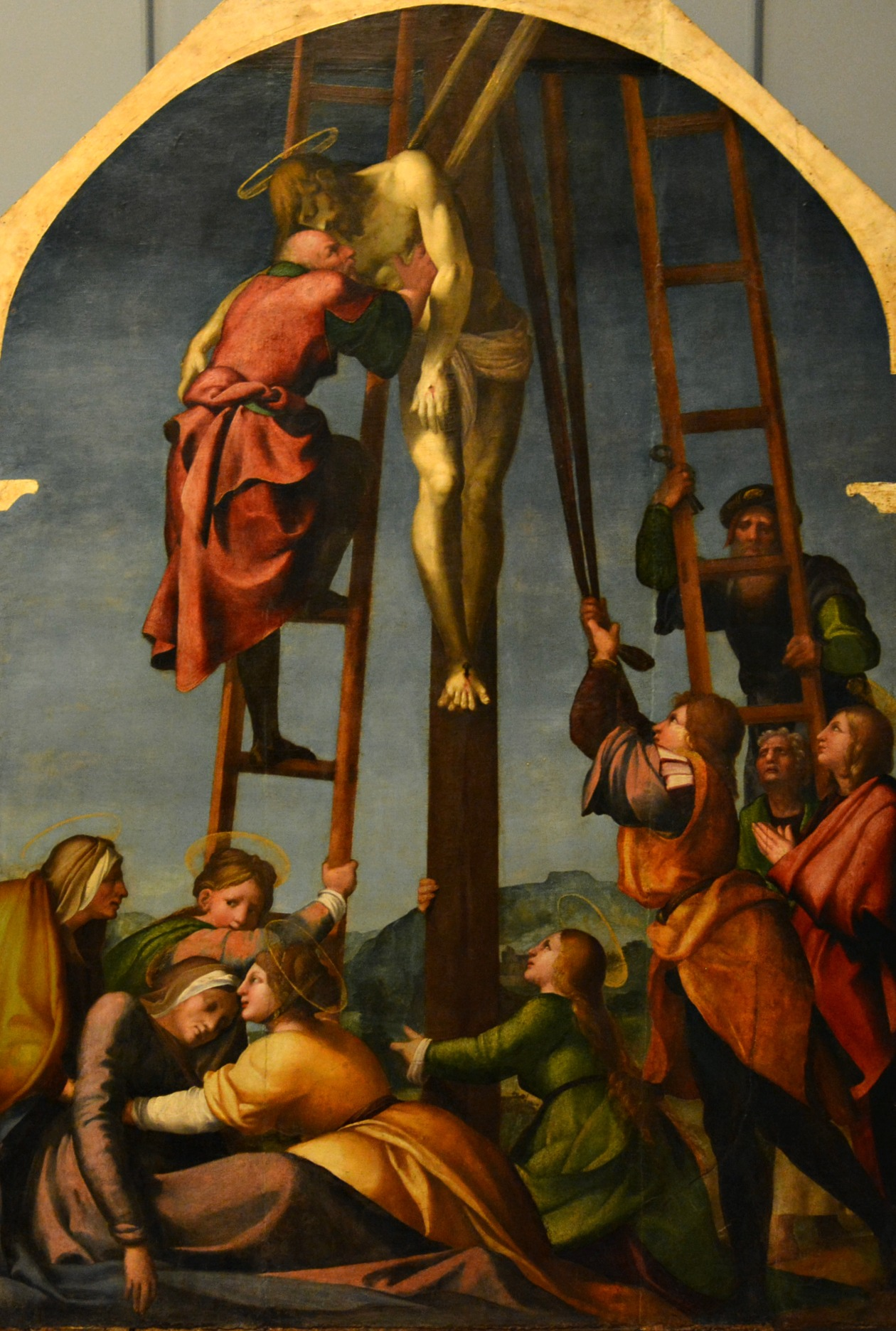
Descendimiento de la cruz, h. 1520. Óleo sobre tabla, 200 x 136,5 cm. Nápoles, Museo di Capodimonte.

Andrea Sabatini, llamado Andrea da Salerno (Salerno, hacia 1480/1490-Gaeta, entre noviembre de 1530 y mayo de 1531) fue un pintor renacentista italiano activo principalmente en Nápoles, Salerno y la Abadía de Montecasino en el Lacio meridional, autor de numerosas obras —aunque no tantas como se le han atribuido— todas ellas de género religioso.
Se ignora el año de su nacimiento y no se dispone de datos relativos a su formación. La primera noticia documental, de 1510, corresponde a un contrato firmado en Nápoles en el que se le cita ya como maestro. Según Bernardo De Dominici habría sido discípulo del napolitano Raimondo Epifanio, pero fuertemente impresionado por el retablo de la Asunción pintado en 1506 por Perugino para la catedral de Nápoles, marchó a Roma donde habría sido reclutado por Rafael para trabajar en las estancias vaticanas. Si bien la novelada biografía que en 1742 le dedicó De Dominici es poco confiable, Andrea da Salerno tuvo, indudablemente, un importante papel en la introducción de las fórmulas del alto renacimiento en el virreinato de Nápoles. La influencia de Perugino, y más aún la de Pinturicchio, presente en Nápoles a través de la Asunción pintada para la iglesia de Monteoliveto (Museo di Capodimonte) por encargo del rico comerciante catalán Pablo de Tolosa, es patente ya en la Madonna con el Niño y santos de la iglesia de San Andrés en Teggiano, la más temprana de las obras conocidas de Sabatini y quizá de 1508, aunque la ausencia de fechas en su producción conservada hace difícil una ordenación cronológica.
De la primera mitad de 1511 es el tríptico con la Madonna delle gracie y santos de la iglesia de Santiago Apóstol en San Valentino Torio, de carácter todavía peruginesco e influida por Pinturicchio, influencias muy atenuadas en el poco posterior políptico de la Virgen de la Misericordia pintado para la iglesia de San Antonio en Buccino (Pinacoteca provincial de Salerno), en el que se advierte una rápida evolución hacia fórmulas propias del alto Renacimiento influido, quizá, por Cesare da Sesto, llegado a Nápoles en torno a esas fechas procedente de Milán donde había trabajado en la órbita de Leonardo da Vinci. La llegada a Nápoles, posiblemente ya en 1512 o en 1513 de la Virgen del pez de Rafael, de inmediato tomada de modelo por los artistas napolitanos, consolidó esa evolución iniciada poco antes por Andrea Sabatini, que conjugará ambas tendencias, la leonardesca a través de Camilo da Sesto y de Pedro Fernández, identificado con el llamado pseudo-Bramantino, particularmente en los paisajes, y la del primer Rafael en obras como el San Bertario entre sus compañeros mártires y el comitente, el abad Squarcialupi (Abadía de Montserrat, Barcelona, Museo de la Abadía) o el San Nicolás de Bari en cátedra del Capodimonte, que podrían datarse en torno a 1514 o 1516. Ambas tablas, pintadas para la abadía de Montecasino, supusieron, además, el inicio de la colaboración de Sabatini con las abadías benedictinas del Reino de Nápoles, que no se interrumpiría ya hasta su muerte.
A los años finales de la segunda década del siglo XVI corresponden obras de un mayor dinamismo e impulso dramático, como el tríptico de los Desposorios místicos de santa Catalina con San Pedro y san Pablo del convento de San Antonio de Nocera Inferiore (1519), en deuda con la Virgen y las ánimas del Purgatorio de Pedro Machuca, el Descendimiento de la Cruz del Museo di Capodimonte, y La Virgen y el Niño en gloria con san Jerónimo, Santiago y donante (Múnich, Alte Pinakothek). Inmediatamente volvería, no obstante, a un estilo más sosegado y esquemático, como un retorno a la fórmulas del pseudo-Bramante, en las pinturas para la iglesia benedictina de San Giorgio en Salerno, fechadas en 1523, y otras obras de esta década en las que la intervención del taller se multiplica para atender a un creciente número de encargos.
En enero de 1529 se le encargó el retablo mayor de la iglesia abacial de Montecasino, donde seguía trabajando, aunque aquejado de problemas de salud, a finales de año. Vivía aun en noviembre de 1530, cuando se le documenta trabajando en el San Benito en cátedra, pero había fallecido ya en mayo de 1531, momento en el que su cuñado y heredero de su taller Severo Ierace percibió algunos pagos por la obra del retablo mayor de la abadía.
En España, además del citado San Bertario del museo de Montserrat, se conserva una sacra conversazione entre la Virgen, san José, Jesús niño y san Juanito en un paisaje en el convento de Santa Teresa de Valladolid, inscrita al dorso, y una Virgen con el Niño, enmarcada en hornacina de arquitectura clásica, en el monasterio de las carmelitas descalzas de Soria, obra salida presumiblemente del taller.